# Rhabdornis
Rhabdornis és un gènere d'ocells passeriformes de la família dels estúrnids.

## Taxonomia
Aquest gènere ha tingut una classificació molt controvertida. De vegades s'ha situat a la seva pròpia família dels rabdornítids (Rhabdornithidae, Greenway 1967). Aquesta família però, no va ser acceptada per totes les autoritats, i el gènere va ser també col·locat a les famílies dels timàlids, cèrtids i sílvids. En la classificació del Congrés Ornitològic Internacional (versió 2.4, 2010), seguint els treballs de Lovett i col. (2008) i Zuccon i col. (2008), finalment es va situar a la família dels estúrnids (Sturnidae).

## Llistat d'espècies
Segons la classificació del Congrés Ornitològic Internacional (versió 12.2, 2022) aquest gènere conté 4 espècies:
- Rhabdornis mystacalis - rabdornis cap-ratllat.
- Rhabdornis inornatus - rabdornis capbrú.
- Rhabdornis rabori - rabdornis de les Visayas
- Rhabdornis grandis - rabdornis gros.